# Hi My Sweetheart
Hi My Sweetheart (traditionell kinesiska: 海派甜心, pinyin: Hǎipài tiánxīn) är en taiwanesisk TV-serie som sändes på CTS från 1 november 2009 till 31 januari 2010. Den började filmas den 26 juli 2009 och inspelningarna avslutades den 23 november 2009. Det filmades på plats i Kaohsiung, Taiwan och Hangzhou, Kina.

## Roller
- Show Luo som Xue Hai (薛海) / Lin Da Lung (林達浪)
- Rainie Yang som Chen Bao Zhu (陳寶茱)
- Lee Wei som He Yan Feng (何言風)
- Maggie Wu som Mo Li (莫莉)
- Fang Fang som Xue Bo (薛波)
- Xiang Yu Jie som Xue Pei (薛佩)

## Produktion
- Producent: Chai Zhi Ping (柴智屏)
- Exekutiva producenter: Linyin Sheng (林寅生), Liu Yucheng (刘玉成)
- Manus samordning: An Jie (安 婕)
- Författare: Yang Bifeng (杨碧凤), Jiang Hua (蒋家 骅), Chen Hongjie (陈虹洁), Luo Xini (罗茜妮)
- Regissör: Lin He Long (林合隆)
- Biträdande direktör: Li Duanqian (李端倩)
- Filmfotograf: Huang Fengming (黄峰铭)
- Redaktörer: Chen Liren (陈立人), Lin Yu Xun (林于薰)
- Kontinuitet: Wang Yuxun (王郁勋)
- Musikarrangör: Chen Qi (陈建 骐), Chen Zicheng (陈子澄)
- Musik Regi: Chen Qian som (陈倩 如)
- Musikproducent: Li Jixian (李继贤)
- Etiketter: Gold Typhoon (Taiwan), Sony Music Taiwan